# Rod McKuen
Rod McKuen, właśc. Rodney Marvin John Michael James McKuen (ur. 29 kwietnia 1933 w Oakland, zm. 29 stycznia 2015 w Beverly Hills) – amerykański piosenkarz, pianista, kompozytor i poeta.

## Wyróżnienia
Jest wyróżniony gwiazdą na Hollywoodzkiej Alei Gwiazd.